# 新城市场广场
新城市場（德語：Neustädter Markt）是位於德國城市德雷斯頓的一個廣場。新城市場是德雷斯登地標金色騎士的所在地。廣場附近的地區是德雷斯登主要的商業區和旅遊區之一。

## 外部連結

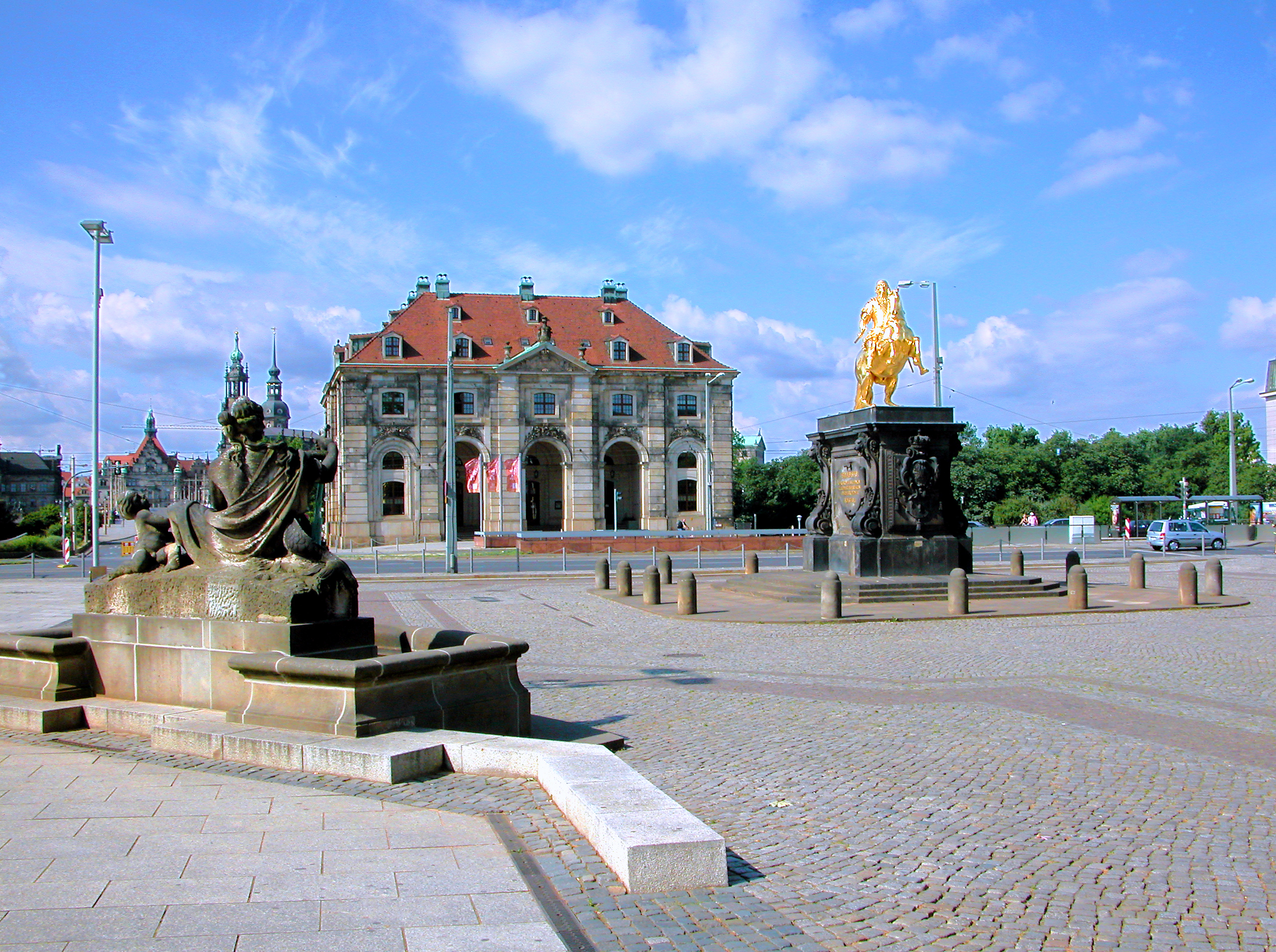

- Projekte, Planungen & Bilder vom Neustädter Markt in Dresden